# Vasilij Ippolitov
Vasilij Afanasievitj Ippolitov (ryska: Василий Афанасьевич Ипполитов), född 6 februari 1892 i Moskva, död där 29 maj 1957, var en rysk skridskoåkare och tävlingscyklist. Han var bror till Platon Ippolitov och far till Igor Ippolitov.
Ippolitov, som 1912–1914 var Oscar Mathisens svåraste konkurrent, vann europamästerskapet i hastighetsåkning på skridskor 1913 samt ryska mästerskapen 1911 och 1923 och blev sistnämnda år rysk mästare även på cykel. Ännu 1940 deltog han i oldboystävlingar i Moskva. Han tillhörde Rysslands mest berömda idrottsfamilj, vars medlemmar vunnit över 1 000 pris, tagit 35 mästerskap och satt över 30 ryska cykel- och skridskorekord.